# Древсен, Брита
Брита Древсен (швед. Brita Drewsen; 1887—1983) — шведская художница и предпринимательница; бо́льшую часть своей трудовой жизни прожила в Дании, создавая домашний текстиль и изделия ручной работы.

## Биография
Родилась 5 мая 1887 года в Стокгольме в семье Эрнста Отто Леопольда Сьеберга (1859—1938) и Анны Генриетты Морелль (1866—1963).
Выросшая в обеспеченной семье, Брита познакомилась с современным дизайном интерьера и мебелью в своем стокгольмском доме. Она обучалась декоративно-прикладному искусству и получила текстильное образование в Ассоциации ремесленников округа Стокгольм (Stockholm Läns Hemslöjdförening).
В 1913 году приехала в Копенгаген, где в 1914 году организовала свою первую выставку шведских ремёсел. С 1914 года в течение десяти лет вела собственный бизнес в Копенгагене: открыла магазин, где продавала шведскую мебель и текстиль.

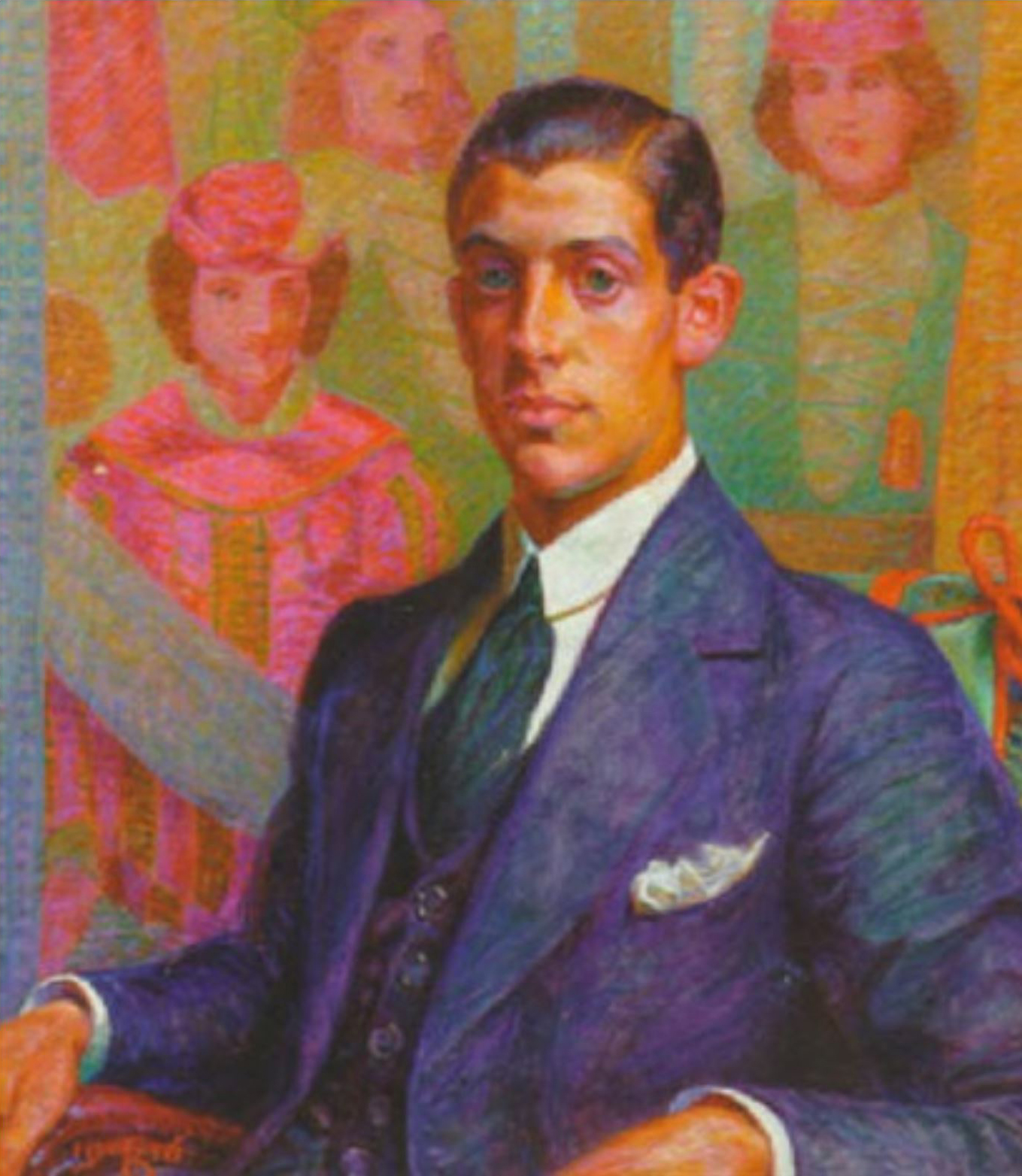
Портрет Кая Дессау

Собственный текстиль Брита Древсен был не только высокого качества, но и имел эстетически привлекательный дизайн. В 1925 году она стала художественным консультантом предпринимателя Кая Дессау (Kaj Dessau, 1897—1987), который в 1928 году открыл магазин домашней мебели в центре Копенгагена, позже известный как Illums Bolighus. Выставленные в магазине товары были размещены в ярко освещенных и художественно оформленных интерьерах, где мебель и текстиль сопровождались произведениями искусства, в том числе скульптурами датчанина Кея Нильсена. Такие инновационные витрины в розничном магазине были представлены впервые.
Древсен использовала натуральные материалы для своих тканых изделий, производила ковры для предприятия Haderslev Klædefabrik. Ограничения на импорт в 1930-х годах заграничных изделий сделали работу с датскими материалами прибыльной и привлекательной. В 1934 году Брита она начала сотрудничать с Гудрун Клеменс (Gudrun Clemens, 1905—1953), которая создала ковровое производство на Den blaa Fabrik) в Люнгбю со штатом из двадцати человек. Обе женщины хорошо разбирались в бизнесе и одинаково высоко ценили собственные дизайн и качество продукции. Фабрика быстро развивалась, производя ковровые, обивочные и хозяйственные ткани, которые покупали в том числе взыскательные клиенты. В 1965 году их совместное производство было перенесено в город Глоструп.
Сотрудничая также с датским художником и дизайнером Бьёрном Виинбладом Брита Древсен создавала мебель и устраивала выставки декоративно-прикладного искусства в 1970-х годах.
Умерла 18 сентября 1983 года в Лундтофте.
За свою художественную деятельность Древсен стала кавалером датского ордена Даннеброга в 1959 году, а также удостоена шведской золотой медали за заслуги.